# Посульські кургани
Посульські кургани — група скіфських курганів на території сучасної Сумської області.

## Розташування та історія вивчення
Скіфські кургани зустрічаються на території майже усієї сучасної України. Але велика кількість скіфських пам'яток на Сумщині дала підставу вченим виділити їх в окрему Посульську групу. До неї також входять скіфські пам'ятки середніх течій Псла та Сейму, що концентруються навколо скіфських курганних некрополів біля міста Ромни. Основна кількість курганів знаходиться північніше Ромен. Найбільші групи розкинулись поблиз сіл Пустовійтівка, Великі Будки, Басівка. Від Великих Будок, вгору за течією, вздовж правого берега Сули простягнувся майже безперервний ланцюжок курганів, який закінчується великим курганним некрополем неподалік від Вовківець. Останній великий курганний могильник з цього ланцюга знаходиться поблизу Плавинища і Герасимівки. Курганні групи на південь від Ромен відомі поблизу сіл Чеберяки, Глинськ, Ярмолинці, Сурмачівка, Попівка.
За свідченням археологів, більшість Посульських курганів було споруджено в VI-V століттях до нашої ери.
Кургани розташовані групами, зазвичай, в кожній такій групі є 1-2 величезні кургани висота яких до розкопок становила до 20 метрів. Ці центральні велетні оточені кількома меншими курганами, але значних розмірів — 8-12 метрів, і великою кількістю (сотнями) маленьких.
За більш ніж 2,5 тисячі років більшість малих курганів було розорано і зрівняно із землею, а значну кількість великих пограбовано ще до нашої ери і розкопано понад сто років тому.
У рядових посульських курганах до 2 метрів заввишки могили мають вигляд ям з балочним перекриттям. В більшості влаштовувались гробниці у вигляді зрубів із балок у 7-12 вінець і стовпами по кутках. Іноді зруб замінювався обшивкою стін з вертикально поставлених дощок, нижні кінці яких закріплювались у канавках вздовж стін. У найбільших курганах викопувались великі ями з уступами. Перекриття на уступі робилось із двох рядів балок. Для спуску в таку гробницю, до 5 метрів завглибшки, викопувалась яма із східцями. Дно ями вкривали березовою корою або посипали вапном і червоною фарбою. Особливе значення в ритуалі набуло поховальне вогнище, для якого над перекриттям споруджувався глиняний майданчик. Поряд з ямою трапляються сліди тризни у вигляді уламків посуду, кісток тварин і вугілля.
Поховані лежать у витягнутому положенні, переважно головою на південь. Знать ховали в повному військовому спорядженні: з мечем, списами, бойовими сокирами, сагайдаком із стрілами. Біля однієї з стінок гробниці складався військовий обладунок, куди входили панцир, щит. Тут же клались сагайдак із стрілами, меч, сокира, бойові ножі. Праворуч похованого клали кінське спорядження, якого в посульських курганах особливо багато. В рядових могилах буває від 2 до 6, а в багатих — до 20 вуздечок. З курганів Посулля походить до 27 мечів, близько 100 наконечників списів, 24 бойові сокири, понад 20 панцирів і близько 230 вуздечок. У кожній могилі обов'язковий сагайдачний набір стріл. У гробниці, найчастіше біля голови похованого, знаходять кістки від жертовного м'яса і глиняний посуд. У багатьох могилах ставились бронзові казани, амфори і художньо оздоблений посуд. Прикрашали воїнів золотими гривнями і бляшками. У 18-ти чоловічих похованнях виявлено кістяки супроводжуючих жінок у багатих нарядах, очевидно, дружин або наложниць.
Безумовно, перше місце серед курганів Посулля належить скіфському некрополю на високому плато поблизу Пустовійтівки в урочищах Стайкин Верх та Солодка, розділених між собою ярком. На початку XX століття на некрополі нараховувалось понад 600 насипів. Сьогодні видніється близько 250 курганів, серед яких виділяються своєю величністю кургани, що не поступаються за розмірами перед царськими із степового Причорномор'я. Найбільшим з них є «Старша могила» висотою 21 метр — найвищщий курган дніпровського Лівобережжя. Його почав розкопувати ще в 1876 році Т. В. Кибальчич [Архівовано 24 січня 2018 у Wayback Machine.]. Зрізавши верхню частину кургану і викопавши яму до гробниці, вимушений був через значні обсяги припинити роботу. Закінчив розкопки цього кургану Дмитро Самоквасов у 1889 році. Під курганом виявилась велика яма площею понад 100 квадратних метрів, в якій на глибині 1 метр зроблено виступ і викопано поховальну яму глибиною понад 4, довжиною 8,5 та шириною 5,6 метра. В ній знаходилась гробниця у вигляді балочного зрубу зі стовпами по кутках, перекрита зверху двома рядами дубових брусів.